# ヘアーアイロン

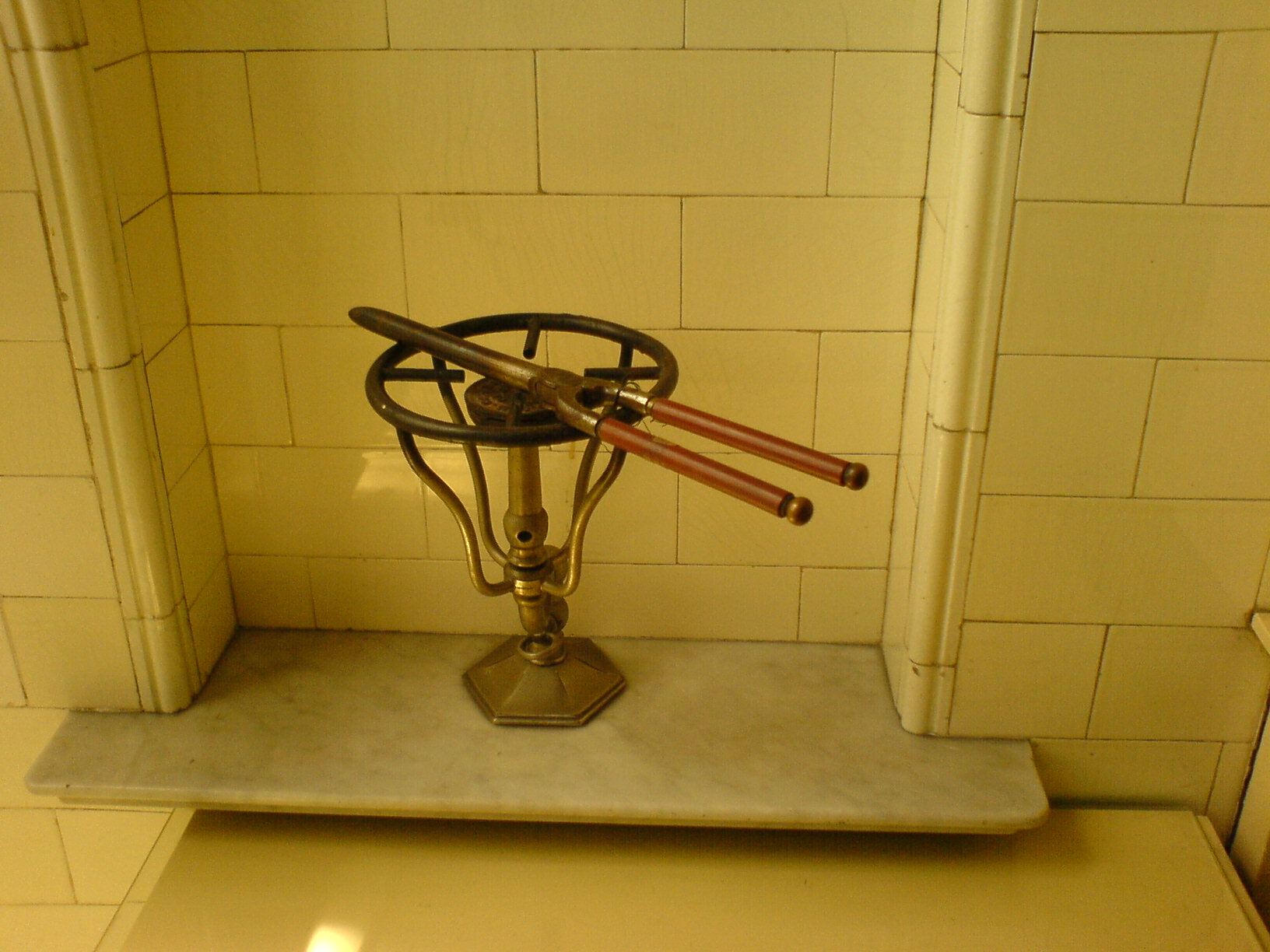
アメリカ合衆国カリフォルニア州サンフランシスコのエドワーディアン・サンフランシスコ・ホテルに展示されている初期のヘアートング

ヘアーアイロン（英語: hair iron）は、熱の力によって髪型を変えるために使う器具である。手に持つための取っ手部、熱を発生させるためのアイロン部に分かれる。
日本においては1904年頃、当時流行していた二百三高地という女性の髪型を作る道具として、火箸を炭火でよく暖めたものを、現在のヘアーアイロンのように用いていた。
ヘアーアイロンで髪をスタイリングできるのは、水と熱によって髪の毛の水素結合とイオン結合の一部が切断され、乾燥によって再結合されるからである。しかしこのスタイリングは、空気中の水分で再び結合が切れるため長持ちしない。
電熱式の近代的なフラットアイロンは、アイロンで発生させた熱を髪に伝える時間がそのアイロン部分のセラミック材質とコーティング剤の質で異なる。一般に、非常に高価な複合セラミック層を使用したアイロンならば、髪に使用する時間は十数秒という短時間で済み、かつ均一な分布の熱を与え、長く使用することが可能だが、安価な材質のものはそれより長時間を要し、不均等な熱の与え方しかできず、またアイロン部がすぐに摩耗するために髪にダメージを与えやすい。